# رهبر اپوزیسیون (استرالیا)
رهبر اپوزیسیون (انگلیسی: Leader of the Opposition) در دولت استرالیا، رهبر اپوزیسیون وفادار اعلیحضرت، که بیشتر به عنوان «رهبر مخالفان» شناخته می‌شود، یک نماینده مجلس (مجلس مجلس) منتخب در [[مجلس نمایندگان مجلس] است. استرالیا]] که رهبری اپوزیسیون را رهبری می‌کند. رهبر مخالفان، توسط قرارداد قانون اساسی (سنت سیاسی)، رهبر بزرگ‌ترین حزب در مجلس نمایندگان است که در دولت استرالیا نیست.